# Estas Tonne
Estas Tonne (oroszul: Эстас Тонне; Szovjetunió, Ukrán SzSzK, 1975. április 24. –) ukrán gitárvirtuóz és énekes.

## Életrajz

### Kezdetek
Estas Tonne zeneiskolában tanult és nyolcéves korában kezdett el gitáron játszani. Az 1990-es években családjával Izraelbe költözött és teljesen felhagyott a zenéléssel. Önmagát keresve egyik országból a másikba utazott, míg végül New Yorkban kötött ki egy héttel a 9/11 terrortámadás után. Saját bevallása szerint fogalma sem volt, hogy mihez kezdjen magával. Arra gondolt, hogy esetleg megpróbálja a filmezést.
Néhány héttel később viszont egy barátja megajándékozta egy gyönyörű gitárral és ettől kezdve ezzel járta New York utcáit. Így ismerkedett meg egy utcai zenésszel, Michael Shulman hegedűssel. Shulman ekkor már tapasztalt hegedűs volt és kezdetben szkeptikusan fogadta Tonne közeledését, mert játékát kiforratlannak tartotta. A véletlen azonban úgy hozta, hogy ismét összefutottak egy vonaton és Shulman kezdeményezte, hogy ott helyben adjanak koncertet az utasoknak. Shulman és Tonne ezután gyakran játszottak együtt, felléptek a 9/11 évfordulóján rendezett megemlékezésen is a Union Square-en. Később két közös albumot is kiadtak.

### A Gypsy Trubadúr
Estas Tonne utcai zenészként játszott az Egyesült Államok, Mexikó, Európa és India nagyvárosaiban. Ezek az utcai koncertek nagyon sikeresek voltak és a sajtóban gyakran nevezték őt „cigány trubadúrnak” vagy „modern trubadúrnak”. Egy interjúban megkérdezték tőle, hogy miért lett ez a ragadványneve, holott eredetileg a cigány dalok történeteket meséltek el és hogy tervezi-e, hogy később szöveget is ír a zenéjéhez. Erre a kérdésre így válaszolt: „Történetet mesélni olyan zenével,  amelynek nincs szövege, a kifejezésnek egy módja. A hallgató saját maga hozhatja létre a neki megfelelő történetet anélkül, hogy a mesélő bármit is mondana. Persze kísérletezek dalokkal, versekkel és sztorikkal is. Ezek között vannak dolgok, amik már egyáltalán nem fontosak és van néhány, ami magától jön. Ilyen volt a »Gypsy Troubadour Story«, ami akkor jött, amikor jönnie kellett és az emberek elfogadták ezt a személyiségjegyet. Ahogy már korábban mondtam, ha valaminek nevet adunk, akkor az a valami azzá válik”.

## Fesztiválok
Estas Tonne utcai zenészként kezdte karrierjét, ma már azonban állandó vendége a különböző zenei fesztiváloknak. 2011-ben Landshutban játszott az utcai művészeknek rendezett Európai Buskers Fesztiválon., 2013-ban Sankt Gallenben az Aufgetischt! utcai játékokon majd ugyanabban az évben a Svédországban a No Mind Fesztiválon.

### Everness Fesztivál
Magyarországon 2014 nyarán, a Balatonakarattyán rendezett Everness Fesztiválon szerepelt. Itt megismerkedett Jeszenszky Sky Istvánnal és Fodor Rékával és velük is együtt zenélt. Fodor Rékával olyan sikeres volt az együttműködésük, hogy még ugyanabban az évben együtt léptek fel Kaunasban.

## Zenei stílus
Estas Tonne hathúros akusztikus gitáron játszik pengető nélkül ún. „fingerpicking ”(ujjal pengető) technikával. A szólót ritmussal és sétáló basszussal kombinálja és úgy használja hangszerét, mintha egy teljes zenekar lenne. Cigány, klasszikus, latin, rock és más elemeket sző zenéjébe, mely időnként felemelő és örömteli, máskor szomorú és melankolikus.

## Time of the Sixth Sun
A maják naptára szerint 2012. december 20-án ért véget az ötödik Nap ideje és december 21-én elkezdődött a hatodiké, amelyben a világűr újjászületik. 2009-ben a Los Angeles-i Conscious Life Film Fesztiválon filmesek, zenészek és más támogatók létrehoztak egy alapítványt és elindították  a Time of the Sixth Sun (A hatodik Nap ideje) nevű projektet, amelynek célja, hogy az egyetemes emberi kultúrát  a spiritualitás oldaláról mutassa meg egy dokumentumfilmben. A projektben a kezdetektől fogva részt vesz Estas Tonne is.

## Diszkográfia
2003 óta több mint 50 000 példány kelt el CD-iből, rajongóinak száma a facebookon meghaladja a 200 000-et.

### Albumok
- 2002 – Black and White World
- 2004 – Dragon of Delight
- 2008 – 13 Songs of Truth
- 2009 – Bohemian Skies
- 2011 – Place of the Gods
- 2012 – Live in Odeon (2011)
- 2012 – The Inside Movie
- 2013 – Internal Flight (Guitar Version)
- 2013 – Internal Flight (Live at Garavasara)
- 2016 – Mother of Souls